# パウリュ・トゥパック・ユパンキ

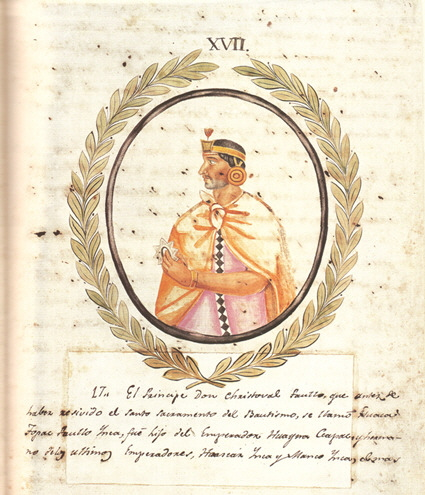
パウリュ・トゥパック・ユパンキ

パウリュ・トゥパック・ユパンキ（ケチュア語: Pawllu Tupaq Yupanki, 英: Pawllu Tupac Yupanqui, ？-1549年、在位：1537年-1549年）は、スペイン統治下におけるインカの帝位継承者として擁立された傀儡皇帝。父は11代皇帝ワイナ・カパック。兄弟に12代ワスカル、13代アタワルパ、14代トゥパック・ワルパ、15代マンコ・インカ・ユパンキがいる。ただし一説によると、マンコ・インカ・ユパンキは兄弟ではなく下級貴族出身ともいう。クリストバル・パウリュ・トゥパック（Cristóbal Paullu Túpac）ともパウリュ・インカ（Pawllu Inca）ともいう。子はカルロス・パウリュ・インカ。
マンコ・インカ・ユパンキが1536年に反逆すると彼の宮廷への参加要請を断り、クスコに止まる。フランシスコ・ピサロのヌエバ・カスティーリャに対抗しヌエバ・トレドを設立したディエゴ・デ・アルマグロに擁立され、1537年7月（4月とも）に皇帝に即位。正統皇帝がビルカバンバ（Vilcabamba）に後退し亡命政権『ビルカバンバのインカ帝国』を打ち立てた後もクスコに在住する唯一の皇帝の血筋であった。その後アルマグロ派がピサロ派に破れるとピサロ派に接近、ピサロ死後はアルマグロの息子に与し、スペイン王室軍とピサロ派の連合軍にアルマグロ派が敗れると王党派に復帰するなど終始最大勢力への協力を続けた。最終的には洗礼を受けドン・メルチョール・カルロス・インカ（Don Melchor Carlos Inca）を名のった。1549年5月、サイリ・トゥパックとスペイン軍との講和を成立させ、これを迎えに行く途中に病死した。通常は皇帝歴代に含めない。